# Deportivo Power (voleibol feminino)
A equipe de voleibol feminino do Club Deportivo Power, foi um clube peruano da cidade de Lima, que estabeleceu uma hegemonia nacional ao sagra-se decacampeão no Campeonato Peruano (Série A) e que conquistou cinco medalhas de ouro no Campeonato Sul-Americano de Clubes , além de duas pratas e dois bronze na história desta competição.

## Histórico
O Deportivo Power foi criado no inicio da década de 80 e conquistou seu primeiro título nacional no ano de 1980, repetindo o feito por nove edições consecutivas de 1981 a 1989, voltando a final em 1991 e nesta conquistando seu décimo título do Campeonato Peruano.
A multinacional de calçados "Bata", com sua marca "Power" criou uma equipe reunindo várias atletas que mais tarde seriam medalhistas de prata no Campeonato Mundial de 1982 no Peru, Anacé Carrillo, Aurora Heredia, Denisse Fajardo, Gina Torrealva e Rosa García, tempos depois incorporaram ao time outras atletas como Cenaida Uribe,  Sonia Ayaucán e Ana Cecilia Aróstegui, comandadas pelo técnico Fernando Aguayo, e a rivalidade entre a Seleção Brasileira versus Peruana se estendeu para os clubes nas competições continentais, na conquista do título continental de 1985 também fazia aprte do elenco Gabriela Pérez del Solar e só não integrava o elenco entre as selecionadas a jogadora Cecilia Tait.
A hegemonia se estabeleceu também na América do Sul, em edições do Campeonato Sul-Americano de Clubes, obtendo o bicampeonato vencendo na final de 1983 o time brasileiro Paulistano e a Atlética Supergasbras na final de 1984, chegou a final no ano seguinte, mas perdeu para representante brasileiro da ADCB Atlântica. vencendo nas edições de 1986, 1987, os times brasileiros Atlético Pirelli e o Pinheiros, respectivamente, e conquistando seu último título continental na edição de 1988 ao bater na final outra vez o Atlética Supergasbras
Na edição continental de 1989 foi derrotado pelo time brasileiro da Sadia Clube, no ano seguinte conquistou o terceiro lugar ao derrotar o time argentino Boca Juniors, voltando ao pódio na edição de 1992 conquistando mais um bronze ao derrotar o time colombiano do El Cedro.

## Títulos conquistados
Campeonato Sul-Americano de Clubes (5)
| Concorrência                       | Campeão                      | Vice-campeão   | Terceiro posto |
| ---------------------------------- | ---------------------------- | -------------- | -------------- |
| Campeonato Sul-Americano de Clubes | 5 (1983,1984,1986,1987,1988) | 2 (1985, 1989) | 2 (1990, 1992) |

Liga Nacional Superior de Voleibol (LNSV) (10)
| Concorrência                                   | Campeão                                              | Vice-campeão |
| ---------------------------------------------- | ---------------------------------------------------- | ------------ |
| Liga Nacional Superior de Voleibol (LNSV) (10) | 1981,1982,1983,1984,1985, 1986,1987,1988, 1989, 1991 |              |